# Raphaël Kusiélé Dabiré
Raphaël Kusiélé Dabiré (* 27. April 1948 in Dissin, Burkina Faso) ist ein burkinischer Geistlicher und römisch-katholischer Bischof von Diébougou.

## Leben
Raphaël Kusiélé Dabiré empfing am 12. Juli 1975 durch den Bischof von Diébougou, Jean-Baptiste Kpiéle Somé, das Sakrament der Priesterweihe.
Am 3. April 2006 ernannte ihn Papst Benedikt XVI. zum Bischof von Diébougou. Der emeritierte Bischof von Diébougou, Jean-Baptiste Kpiéle Somé, spendete ihm am 24. Juni desselben Jahres die Bischofsweihe; Mitkonsekratoren waren der Erzbischof von Bobo-Dioulasso, Anselme Titianma Sanon, und der Bischof von Fada N’Gourma, Paul Yemboaro Ouédraogo.